# Rasdory (Moskau)
Rasdory (russisch Раздоры) ist ein Dorf (derewnja) in der Oblast Moskau (Russland). 

## Geschichte
Rasdory wurde 1539 erstmals urkundlich erwähnt. Zu sowjetischen Zeiten war das Dorf Wohnsitz vieler sowjetischer Intellektueller und Politiker.
Seit 2005 hat sich der Moskauer Vorort stark weiterentwickelt, vor allem durch die Ansiedlung von Geschäftsleuten und Oligarchen, die dort große Anwesen besitzen.
Rasdory ist Teil von Rubljowka, mit den Nachbarorten Schukowka und Barwicha.

## Persönlichkeiten
- Roman Abramowitsch (* 1966), Oligarch, lebte dort bis 2003
- Wladimir Putin (* 1952), Präsident der Russischen Föderation, hat dort einen Wohnsitz